# Pentapolis

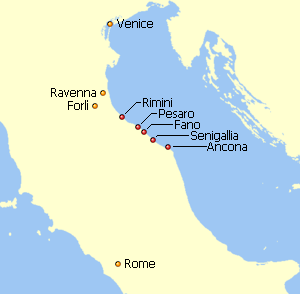
Pentapolis nad Adriatykiem było częścią Egzarchatu Rawenny, prowincji Cesarstwa Bizantyńskiego. Czerwony: Pentapolis. Pomarańczowy: inne miasta Egzarchatu.

Pentapolis (z grec. dosłownie „pięć miast”) – określenie stosowane w odniesieniu do grupy pięciu wzajemnie ze sobą powiązanych ośrodków miejskich. Najbardziej znane pentapolis tworzyły greckie kolonie położone na terenie Cyrenajki, na północy dzisiejszej Libii. Były to Cyrena, Apollonia, Ptolemaida, Teuchira i Berenice, określane jako pentapolis od początku VI wieku p.n.e. Nazwa ta obowiązywała powszechnie do połowy VII wieku, czyli do momentu inwazji Arabów.
Inne pentapolis znajdowało się na wybrzeżu Adriatyku na terenie dzisiejszych Włoch i tworzyły je Rimini, Ancona, Fano, Pesaro i Senigallia. Znane były one pod tą nazwą w okresie od V wieku do XI wieku.
Pięć miast pojawia się również w Biblii – w Starym Testamencie, w Księdze Mądrości 10,6 –, tworzą je Sodoma, Gomora, Soar (Bela), Adma i Seboim.
Pentapolis tworzyli także biblijni Filistyni (Gaza, Ekron, Aszdod, Aszkelon i Gat).
W XVII wieku Kraków wraz z Kazimierzem, Kleparzem, Stradomiem i Garbarami nazywany był „pięciomiastem” – Sarmatica Tripolis seu potius Pentapolis („Sarmackie Trój- względnie Pięciomiasto”).